# Provincia de Navoi
Navoí es una de las doce provincias que, junto con la república autónoma de Karakalpakia y la ciudad capital Taskent, conforman la República de Uzbekistán. Su capital es la homónima Navoí. Está ubicada al centro-norte del país, limitando al norte y este con Kazajistán, al sureste Djizaks y Samarcanda, al suroeste con Bujará y al oeste con Karakalpakia. Con 110 800 km² es la segunda entidad más extensa del país —por detrás de Karakalpakia—, con 767 500 habs. en 2010, la segunda menos poblada —por delante de Sirdarín— y con 7 hab/km², la menos densamente poblada. 
Otra localidad de Navoi es Qiziltepa. 
- Datos: Q487570
- Multimedia: Navoiy Region / Q487570